# 민주연합당
민주연합당(영어: Democratic Unionist Party, DUP)은 영국 북아일랜드의 보수 정당으로, 1971년에 창당되었다. 북아일랜드의 영국과의 연합왕국 유지를 주장하는 여러 당 중에서는 가장 강경파이며, 현재 북아일랜드 집권여당이다. 2017년 영국 총선에서 10석을 확보해 보수당과의 연정을 구성하며 집권 여당이 되었다.
민주연합당은 개신연합당이 발전하면서 생겨난 당으로, 얼스터 자유 개신교회와 역사적으로 밀접한 연관이 있다. 구체적인 성향은 사회보수주의로, 낙태 반대와 동성 결혼 반대를 주장하며 아일랜드 민족주의로부터 영국다움과 얼스터 개신교의 문화를 지켜야 한다고 설정하고 있다. 또 반유럽주의 성향으로 영국의 유럽 연합 탈퇴를 지지한다. 북아일랜드 분쟁 기간에는 아일랜드 민족주의 세력이나 공화주의 세력과 권력을 분립할 수도 있다며 갈등 해결 협상을 반대했으며, 북아일랜드 내정에 아일랜드 공화국을 끌어들이는 것을 강력히 반대한다. 1973년 서닝데일 조약, 1985년 영국-아일랜드 협정, 1998년 벨파스트 협정에 전부 반대 운동을 펼쳤다. 1980년대에는 제3세력과 얼스터 저항운동 확립에 함께하기도 했다.
북아일랜드에서는 오랜 세월 동안 얼스터 연합당이 가장 큰 연합주의 정당이었다. 그러나 2004년부터 북아일랜드 의회와 영국 의회에서 민주연합당이 얼스터 연합당의 의석 수를 따돌리기 시작했다. 2006년 10월 성 앤드류 협약에 따라 민주연합당은 정반대 성향의 신 페인과 함께 북아일랜드 자치정부의 연정에 합의했다. 당내 분열이 일기도 하였지만 최종적으로는 2007년 3월, 민주연합당 지도부의 과반수가 연정에 찬성함으로써 공식화되었다. 하지만 민통당의 유일한 유럽 연합 의원이었던 짐 앨리스터와 시의원 7인은 신페인과의 연정안에 반대하여 당을 탈당하고 전통 연합주의자의 목소리라는 당을 창당했다. 한편 2008년에는 피터 로빈슨이 당대표에 당선되었다. 로빈슨 대표의 임기 동안 비개신교 신자들, 특히 보수 성향의 가톨릭교와 가톨릭 연합주의자인 유권자들로 지지 영역을 넓히기 위하여 당내 왕당파의 입지가 줄어들게 되었다.
2017년 북아일랜드 총선 이후 민주연합당은 원내 28석을 차지하였고 얼마뒤 2017년 영국 총선에서는 영국 의회의 의석 10석을 얻었다. 유럽 의회에는 민통당 출신의 나이절 도즈 의원이 무소속 의원으로 있다.

## 역대 선거 결과

1997~2019년 영국 총선의 북아일랜드 지역 결과도

### 영국 총선
총의석수는 북아일랜드 지역구만을 대상으로 한다.
| 선거        | 하원   | 득표율 | 의석수  | +/-  | 집권 여부 |
| ----------- | ------ | ------ | ------- | ---- | --------- |
| 1974년 2월  | 제46대 | 5.7%   | 1 / 12  | 1    | 야당      |
| 1974년 10월 | 제47대 | 5.8%   | 1 / 12  | 보합 | 야당      |
| 1979년      | 제48대 | 10.2%  | 3 / 12  | 2    | 야당      |
| 1983년      | 제49대 | 19.9%  | 3 / 17  | 보합 | 야당      |
| 1987년      | 제50대 | 11.7%  | 3 / 17  | 보합 | 야당      |
| 1992년      | 제51대 | 13.1%  | 3 / 17  | 보합 | 야당      |
| 1997년      | 제52대 | 13.6%  | 2 / 18  | 1    | 야당      |
| 2001년      | 제53대 | 22.5%  | 5 / 18  | 3    | 야당      |
| 2005년      | 제54대 | 33.7%  | 9 / 18  | 4    | 야당      |
| 2010년      | 제55대 | 25.0%  | 8 / 18  | 1    | 야당      |
| 2015년      | 제56대 | 25.7%  | 8 / 18  | 보합 | 야당      |
| 2017년      | 제57대 | 36.0%  | 10 / 18 | 2    | 연립 내각 |
| 2019년      | 제58대 | 30.6%  | 8 / 18  | 2    | 야당      |

### 북아일랜드 총선
| 선거   | 북아일랜드 의회 | 총득표수 | 득표율 | 의석수   | +/-  | 집권 여부       |
| ------ | --------------- | -------- | ------ | -------- | ---- | --------------- |
| 1973년 | 1973년 의회     | 78,228   | 10.8%  | 8 / 78   | 8    | 야당            |
| 1975년 | 제헌의회        | 97,073   | 14.8%  | 12 / 78  | 4    | 제4당           |
| 1982년 | 1982년 의회     | 145,528  | 23.0%  | 21 / 78  | 9    | 야당            |
| 1996년 | 포럼            | 141,413  | 18.8%  | 24 / 110 | 24   | 제2당           |
| 1998년 | 제1대           | 145,917  | 18.5%  | 20 / 108 | 4    | 소수당 연립내각 |
| 2003년 | 제2대           | 177,944  | 25.7%  | 30 / 108 | 10   | 제1당, 직접통치 |
| 2007년 | 제3당           | 207,721  | 30.1%  | 36 / 108 | 6    | 연립내각        |
| 2011년 | 제4대           | 198,436  | 30.0%  | 38 / 108 | 2    | 연립내각        |
| 2016년 | 제5대           | 202,567  | 29.2%  | 38 / 108 | 보합 | 연립내각        |
| 2017년 | 제6대           | 225,413  | 28.1%  | 28 / 90  | 10   | 미정            |